# Macbeth (Shakespeare)

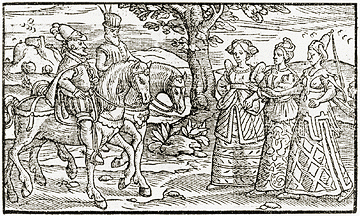
Macbeth, Banquo und die Hexen, Illustration der Holinshed Chronicles

Macbeth (englisch The Tragedy of Macbeth) ist eine Tragödie von William Shakespeare. Das Werk handelt vom Aufstieg des königlichen Heerführers Macbeth zum König von Schottland, seinem Wandel zum Königsmörder und weiteren Mordtaten sowie seinem Fall. Shakespeare hat das Werk vermutlich um 1606 fertiggestellt. Die einzig erhaltene autoritative Textfassung findet sich in der First Folio von 1623. Der Autor verknüpfte in seinem Drama geschichtliche Fakten über den historischen Schottenkönig Macbeth und den zeitgenössischen englischen König Jakob I. mit Aberglauben, Mythologie und Fiktion. Die erste Erwähnung einer Aufführung datiert vermutlich auf den 20. April 1611.

## Wichtige Figuren
Die wichtigsten Handlungsträger sind:

### Macbeth und Lady Macbeth
Macbeth, zunächst Thane of Glamis und später auch von Cawdor, ist zu Beginn treuer Vasall des Königs Duncan von Schottland. Nachdem ihm aber drei Hexen prophezeit haben, König von Schottland zu werden, beschließen er und Lady Macbeth, seine ehrgeizige Frau, König Duncan zu ermorden. Nach dessen Ermordung lässt sich Macbeth zum König krönen und errichtet eine Tyrannenherrschaft.
Sowohl seine Frau, die Lady, als auch Macbeth selbst sind von großem Ehrgeiz und Machtstreben erfüllt, verlieren aber im Lauf der Ereignisse über ihre Verbrechen den Verstand und ihre Menschlichkeit. Lady Macbeth fungiert dabei von der fünften Szene an sowohl als Parallel- wie auch als Kontrastfigur zum Protagonisten. Als Vertraute und Verschworene verkörpert sie den dramaturgisch erforderlichen Gesprächspartner für den Helden, der mit den meisten anderen Handelnden nicht mehr offen reden kann. Dabei stellt sie als einflussreiche, skrupellose Verführerin eine wichtige Antriebsfigur für den Protagonisten dar, indem sie dessen Potential zum Bösen aktiviert. Während Macbeth anfangs in der Planung des Königsmordes eher zaghaft und schwach wirkt, erscheint Lady Macbeth hier als dominierende, überlegene und härtere oder „männlichere“ Gestalt; einem scheinbar weibischen Mann steht eine scheinbar mannhafte Frau gegenüber.
Mit dieser Umkehr des normalen, natürlichen Verhältnisses der Geschlechter nach den zeitgenössischen elisabethanischen Vorstellungen wird damit ein zentraler Wesenszug des Bösen zum Ausdruck gebracht: Perversion und Unnatur. Die Furchtlosigkeit sowie die Entschlossenheit und Tatkraft von Lady Macbeth stellen jedoch Zerrbilder der tatsächlichen männlichen Tugenden dar; wie die Hexen ist sie eine Art Zwitterwesen, nicht mehr Frau, aber auch kein Mann, und damit zur Unfruchtbarkeit verdammt. Mit der von Lady Macbeth verkörperten Perversion als Wesenszug des Bösen wird zugleich die inhärente Unfruchtbarkeit des Verbrechens bereits zu Beginn angedeutet. Ihre kurzsichtige Denkweise illustriert zudem die grundsätzliche Kurzsichtigkeit und Unvernunft des Bösen.
Im zweiten Teil des Dramas ist Lady Macbeth nicht länger ein Faktor der äußeren Handlung, spielt nach ihrem plötzlichen, unvermittelten Zusammenbruch jedoch für die Sühnethematik des Dramas eine wichtige Rolle, indem Shakespeare sie in das Zentrum des Motivkreises der inneren Hölle und Vereinsamung des Verbrechers stellt. Nachdem sie zerbrochen und dem Wahnsinn verfallen ist, gewinnt Macbeth als eigentlicher Protagonist an Dominanz und erweist sich auch in seinen Untaten und Verbrechen als die überragende Gestalt, indem er den einmal eingeschlagenen Weg des Bösen mit seinem Handeln konsequent weiter beschreitet, wobei er durchaus unterschiedliche psychische Stadien wie Furcht, Gefühl der Bedrohung, erneute Entschlossenheit, Panik, trügerische Sicherheit oder Abstumpfung und Nihilismus durchläuft.

### König Duncan und seine Söhne
Duncan ist zu Beginn des Stücks rechtmäßiger König von Schottland, seine Söhne sind der ältere Malcolm und der jüngere Donalbain. Nach der Niederschlagung der Rebellion ernennt Duncan Malcolm zu seinem Nachfolger. Später wird Duncan von Macbeth und dessen Frau ermordet; Duncans Söhne werden der Tat beschuldigt und fliehen außer Landes. Malcolm kehrt später zurück und wird nach Macbeths Tod neuer König.

### Die Thanes
Die Thanes (Fürsten) nehmen im Stück unterschiedliche Rollen ein.
Banquo ist anfangs königlicher Heerführer und Freund Macbeths. Ihm wird prophezeit, Stammvater von Königen zu werden. Nach Macbeths Machtergreifung wendet sich Banquo zunehmend von ihm ab. Um die Erfüllung der Prophezeiung zu verhindern, lässt Macbeth Banquo ermorden. Banquos Sohn Fleance gelingt jedoch die Flucht.
Macduff, der Thane of Fife, ist Macbeths stärkster Widersacher. Er missbilligt dessen Machtergreifung und bezweifelt seine Behauptung, Duncan sei von seinen eigenen Söhnen ermordet worden. Als er nach England flieht, um dort ein Bündnis gegen den Tyrannen zu schmieden, lässt Macbeth seine Familie ermorden.
Die Thanes Lennox, Rosse, Menteith, Angus und Caithness nehmen zunächst eine wohlwollende oder zumindest neutrale Haltung gegenüber dem neuen König ein. Erst als sich Macbeths Wahn immer mehr steigert und immer zahlreichere Opfer fordert, wechseln sie zur Gegenseite über.

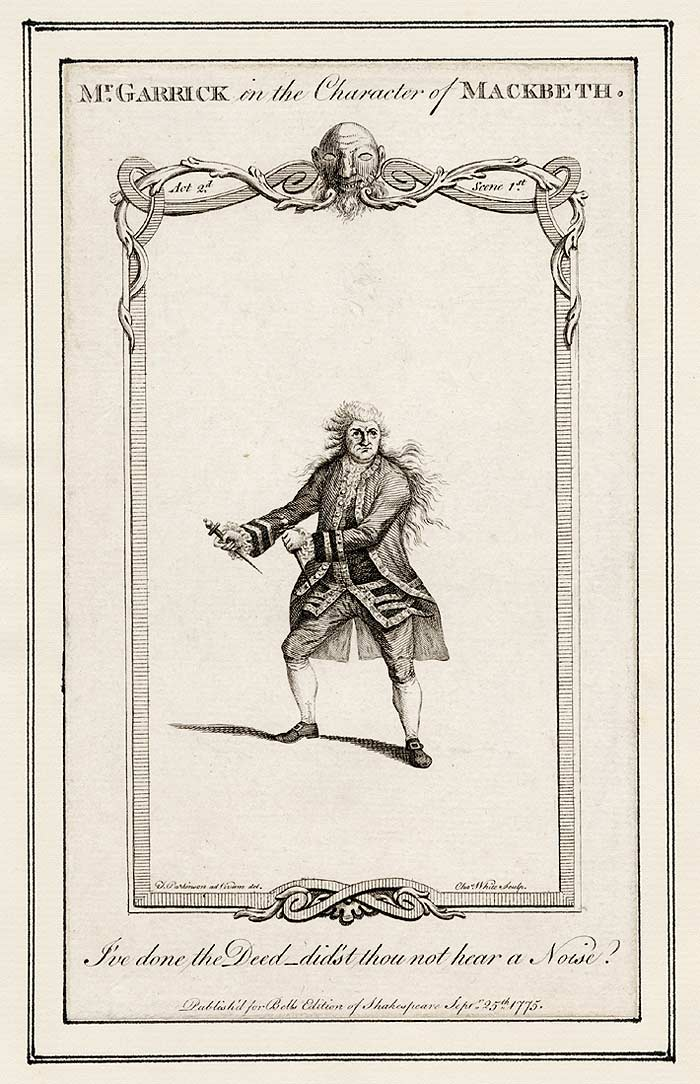
David Garrick als Macbeth. Radierung von Charles White, 1775

### Hecate und die drei Hexen
Die drei Hexen, die in englischen Ausgaben auch als The Weird Sisters bzw. in deutschen Übersetzungen als die „unheimlichen Schwestern“ oder mitunter auch als die „Schicksalsschwestern“ bezeichnet werden, fassen zu Beginn den Plan, mit Macbeth zusammenzutreffen, und prophezeien ihm, dass er König von Schottland und Banquo Stammvater eines Königsgeschlechts sein werden. Nach seiner Machtergreifung sucht Macbeth die Hexen abermals auf, um sich sein weiteres Schicksal weissagen zu lassen, und wähnt sich durch die zweideutigen Prophezeiungen der Hexen in Sicherheit.
In der ersten Druckfassung der Folio-Ausgabe von 1623 bestärkt Hecate, Göttin der Hexerei, die Schwestern in ihrem Vorgehen und treibt sie zusätzlich an. Zusammen mit den Hexen verkörpert sie hier die übernatürlichen und widernatürlichen Seiten des Schicksals.
In der gegenwärtigen Shakespeare-Forschung und Textkritik ist es allerdings umstritten, inwieweit die Rolle Hecates und die ihr zugeschriebenen Textpassagen in der ersten Folio-Edition tatsächlich auf Shakespeare zurückgehen oder aber nachträgliche, nicht-autoritative Ergänzungen der ursprünglichen Werkfassung durch andere Autoren wie etwa Middleton darstellen.
Wie Lady Macbeth, die die Geister anruft, um ihr Geschlecht zu überwinden und die nährende Mutterliebe in rücksichtslose Gewalt zu verwandeln, symbolisieren die Hexen einerseits eine dämonisierte oder diabolische Weiblichkeit, die als Katalysator für den Königsmord sowie die weiteren Verbrechen und Untaten des Protagonisten fungiert, damit jedoch zugleich eine tödliche Bedrohung oder Gefahr für die patriarchale Ordnung oder Herrschaft darstellt.
Andererseits besetzen die Hexen, die nur in den Bühnenanweisungen so genannt werden und ansonsten als „Weird Sisters“ erscheinen, in dem Stück einen Raum, in dem existierende Ordnungen instabil werden. „Weird“ oder in der ursprünglichen Fassung „weyward“, bedeutet nicht nur unheimlich, übernatürlich oder schicksalhaft, sondern zugleich auch eigenwillig, verbohrt oder unberechenbar.
So besitzen die Hexen keine individuelle Gestalt oder Identität; selbst ihr Geschlecht ist unklar, da sie zwar weibliche Züge haben, aber zugleich Bärte tragen. Gleichermaßen werfen ihr plötzliches Erscheinen und Verschwinden oder Macbeths und Banquos Zweifel, ob sie nicht nur eine Illusion sind, Fragen nach ihrer eigentlichen Natur auf. Das Scheitern Macbeths liegt gerade darin begründet, dass er nicht erkennt, dass in ihrer uneindeutigen Sprache die nachvollziehbare zeitliche Ordnung von Vergangenem, Gegenwärtigem und Zukünftigem aufgelöst wird. Er nimmt ihre Prophezeiungen nur wörtlich. Die Hexen sind zwar mit der Welt des schottischen Königtums verknüpft, ohne dessen Herrschaftsstrukturen zu unterliegen; es bleibt aber unklar, inwieweit sie tatsächlich auf die Geschehnisse einwirken und diese bestimmen wollen oder können. Nach Akt IV, Szene 1, tauchen sie überhaupt nicht mehr auf und werden auch nicht durch Malcolm oder Macduff gebannt bzw. „exorziert“.

## Handlung

### Akt I
Im 1. Akt werden die zentralen Figuren sowie Setting und Thema vorgestellt (Exposition): Macbeth bekommt von den drei Hexen seinen Aufstieg zum König prophezeit.
Das Drama beginnt mit dem gespenstischen Auftritt von drei Hexen, die inmitten eines Gewitters darüber beraten, wann und wo sie wieder zusammentreffen wollen. Gleichzeitig findet bei Forres die letzte Schlacht der königlichen Truppen Duncans gegen den norwegischen König Sweno statt, der vom Rebellen Macdonwald unterstützt wird. Im Feldlager nahe dem Schlachtfeld wird König Duncan darüber unterrichtet, dass Macdonwald von Macbeth besiegt wurde und auch der Thane of Cawdor die Norweger unterstützt hat. Nach dem Sieg der Schotten ordnet Duncan an, Amt und Würden des verräterischen Thane of Cawdor auf Macbeth zu übertragen.
Zusammen mit Banquo trifft Macbeth auf seinem Rückweg von der Schlacht in einer Heide auf die Hexen. Diese sprechen ihn als Thane of Cawdor an und prophezeien ihm, bald König zu sein; seinem Begleiter Banquo hingegen verkünden sie, dereinst Ahnvater von Königen zu sein. Macbeth, in Unkenntnis der letzten militärischen Ereignisse, ist von dieser Weissagung mehr verwirrt als überzeugt. Als ihn jedoch kurz darauf Rosse über die Entscheidung des Königs, seine Ernennung zum Thane of Cawdor, in Kenntnis setzt und sich der erste Teil der Prophezeiung dadurch schnell erfüllt, kommt er ins Grübeln und freundet sich insgeheim bereits mit dem Gedanken an, den alten König Duncan abzulösen.
Von ihrem Gemahl über die seltsame Begegnung mit den Hexen informiert, drängt die ehrgeizige Lady Macbeth ihren Mann zum Handeln: Da sie die Möglichkeit ausschließt, dass ihr Mann den Thron auf natürlichem Wege besteigen kann, fasst sie kurzerhand den Mord an König Duncan ins Auge. Macbeth schreckt zunächst davor zurück, gibt aber, um vor seiner Frau nicht als Feigling dazustehen und seine von ihr infrage gestellte Männlichkeit zu beweisen, schließlich nach und willigt ein, Duncan bei dessen unmittelbar bevorstehendem Besuch auf Macbeths Burg in Inverness zu töten. Die Eheleute beginnen mit den Vorbereitungen ihrer Untat, während Duncan mit seinen Söhnen sowie die Thanes und deren Gefolge als Gäste in Inverness eintreffen.

### Akt II
Der 2. Akt schildert die steigende Handlung: Macbeth ermordet Duncan und ernennt sich selbst zum neuen König. Bis hierhin handelt er aber nicht nur aus Eigenantrieb, sondern lässt sich von seiner Frau zur Tat anstacheln, die seine Bedenken zerstreut.
Als sich Banquo und sein Sohn Fleance zur Nachtruhe auf ihr Zimmer begeben wollen, stoßen sie im stockdunklen Burghof auf Macbeth.
Banquo gesteht, dass ihn die Weissagungen der Hexen noch im Traum verfolgt haben. Macbeth dagegen behauptet, nicht mehr daran zu denken, erklärt sich jedoch bereit, das Thema zu einem späteren Zeitpunkt noch einmal mit Banquo zu besprechen. Nachdem sich Banquo und Fleance verabschiedet haben, erscheint vor Macbeth’ Augen plötzlich ein schwebender, blutbefleckter Dolch. Er deutet dies als überirdisches Zeichen und Aufforderung zur Tat und vollzieht sie, als Lady Macbeth eine als Signal vereinbarte Glocke läutet.
Als Lady Macbeth, die die Wachen des Königs zuvor mit einem Schlafmittel betäubt hat, im Burghof erscheint, um nach ihrem Mann zu sehen, findet sie einen völlig verstörten Macbeth vor. Zum Entsetzen seiner Frau trägt er die Mordwaffen noch bei sich, statt diese wie vereinbart den schlafenden Wachen in die Hand gedrückt zu haben. Da er sich strikt weigert, die Kammer mit der blutüberströmten Leiche des Königs zum zweiten Male zu betreten, um die Dolche dorthin zu bringen, nimmt Lady Macbeth sich selbst des Plans an. Nach ihrer Rückkehr ist plötzlich vom Burgtor her ein ungestümes Pochen zu vernehmen. Schnell verschwinden die beiden, um ihre Hände vom Blut zu säubern und sich ihre Nachtgewänder anzulegen.
Mittlerweile ist der zu dieser frühen Morgenstunde äußerst missgelaunte Burgpförtner wach geworden und öffnet das Tor – nicht ohne den draußen wartenden Macduff und Lennox noch viele Male vergeblich klopfen zu lassen –, um die beiden endlich einzulassen. Als Macbeth, angeblich durch den Lärm geweckt, am Tor erscheint, erkundigt sich Macduff nach dem Befinden Duncans, woraufhin Macbeth ihn zum Gemach des Königs führt. Macduff entdeckt den Mord, schlägt Alarm und versetzt die gesamte Hofgesellschaft in helle Aufregung. In der allgemeinen Verwirrung erschlägt Macbeth die zwei Kammerdiener Duncans als die mutmaßlichen Mörder. Während Macduff durch diese Tat Verdacht schöpft, beschließen die Söhne des Königs, Donalbain und Malcolm, nach Irland bzw. England zu fliehen, weil sie Angst haben, ebenfalls ermordet und zudem verdächtigt zu werden, ihren Vater getötet zu haben.

### Akt III
Erst im 3. Akt folgt dann der Wendepunkt der Handlung, als Macbeth Gelegenheit hat, sein Handeln zu überdenken, und beschließt, nicht klein beizugeben. Er ordnet die Ermordung seines Freundes Banquo an. Aber die sich sammelnde Opposition gegen den Usurpator läutet Macbeths Verderben ein.
Nach Duncans Tod und der Flucht seiner Söhne wird Macbeth als dritter in der Thronfolge zum König gekrönt. Er fürchtet aber um seine Position, zum einen, weil Banquo von den Hexen weiß, zum anderen, weil nach deren Prophezeiung nicht Macbeth Stammvater der königlichen Linie sein wird. Er schickt Mörder aus, um Banquo und dessen Sohn Fleance ermorden zu lassen. Zwar gelingt es ihnen, Banquo zu töten, aber Fleance kann entkommen. Als Macbeth das erfährt, reagiert er ungehalten, da er nun weiterhin um seine Königsherrschaft fürchten muss.
Am selben Abend gibt Macbeth ein Bankett zur Feier seiner Krönung. Als dazu der Geist Banquos erscheint und auf dem Stuhl von Macbeth Platz nimmt, zeigt sich der König verängstigt und verwirrt. Da aber nur er selbst Banquo wahrnimmt, ist die Gesellschaft höchst beunruhigt durch das merkwürdige Verhalten des Königs, der vor einem leeren Stuhl zurückschreckt. Lady Macbeth versucht, die Situation zu retten und die verräterischen Ausrufe ihres Mannes zu beschönigen, indem sie seine Halluzinationen zunächst als vorübergehende und harmlose Familienkrankheit entschuldigt. Doch als sich der Vorfall wiederholt, bricht sie die Feier ab und schickt die Gäste nach Hause.
Angesichts dieser Ereignisse beschließt Macbeth, die drei Hexen ein zweites Mal aufzusuchen, um sich Gewissheit über seine Zukunft zu verschaffen.

### Akt IV
Der 4. Akt verzögert die unausweichliche Auflösung, indem Macbeth durch die zweite Prophezeiung einen Hoffnungsschimmer erhält, er könnte dem Untergang entgehen.
In einer Grotte brauen die Hexen einen Zaubertrank, als – nach den Worten der zweiten Hexe „Something wicked this way comes“ (Etwas Übles kommt des Weges) – Macbeth an die Tür klopft, hereintritt und die alten Weiber bittet, ihm sein weiteres Schicksal zu weissagen. Daraufhin beschwören die Hexen drei Erscheinungen herauf: Die erste, ein bewaffnetes Haupt, weist ihn an, sich vor Macduff in acht zu nehmen. Die zweite, ein blutiges Kind, verkündet ihm, dass kein Mensch, der von einer Frau geboren wurde, ihm je Schaden zufügen kann. Die dritte Vision, ein gekröntes Kind mit einem Baum in der Hand, verspricht Macbeth, er habe nichts zu fürchten, solange nicht der Wald von Birnam nach Dunsinane kommt. Der König ist erfreut über diese neuen Prophezeiungen, drängt die Hexen jedoch, ihm auch noch zu verraten, ob Banquos Nachkommen wirklich Könige sein werden. Daraufhin konfrontieren die drei Schwestern Macbeth mit weiteren Erscheinungen: acht Figuren, gekleidet wie Könige und augenscheinlich Nachfahren Banquos, und schließlich auch Banquo selbst als letzten der Reihe. Mit dieser Vision verschwinden die Hexen und lassen Macbeth allein zurück.
Lennox tritt auf und berichtet dem König, dass Macduff nach England geflohen ist, um mit Malcolm ein Rebellionsheer gegen Macbeth anzuführen. Aus Rache befiehlt dieser, Macduffs Frau und Kinder zu ermorden. Macduff, der in England mit Malcolm und König Edward ein Bündnis gegen Macbeth schmiedet, sinnt auf Rache, als er von der Tat erfährt. Zusammen mit Malcolm und Siward, dem Earl of Northumberland und englischen Heerführer, zieht Macduff in den Krieg gegen Macbeth.

### Akt V
Der 5. Akt löst den zentralen Konflikt des Stückes auf.
Auf Burg Dunsinane erscheint Macbeth als verbitterter Tyrann, während seine Frau, vom schlechten Gewissen wegen ihrer Schuld an Duncans Tod geplagt, an Albträumen leidet und im Schlaf wandelt und phantasiert, bis sie schließlich den Verstand verliert und sich das Leben nimmt. Damit sind alle früheren Vertrauten und Freunde des Königs entweder geflohen oder tot.
Die herannahenden Truppen verbergen sich hinter tarnenden Ästen und Zweigen aus dem Wald von Birnam, um unbemerkt bis Dunsinane vordringen zu können. Als Macbeth von dem „wandelnden Wald“ erfährt, erkennt er, dass sich dieser Teil der Prophezeiung erfüllen wird.
Zunächst vermag aber niemand, den König zu töten. Schließlich stellt sich Macduff Macbeth zum Zweikampf. Auf die höhnische Äußerung des Tyrannen, kein Mensch, der von einer Frau geboren wurde, sei imstande, ihn zu töten, erwidert Macduff, er sei nicht von seiner Mutter geboren, sondern ihr vor der Zeit aus dem Bauch geschnitten worden. Macbeth weigert sich dennoch, sich zu ergeben, und wird im Zweikampf von Macduff getötet. Anschließend wird Duncans Sohn Malcolm zum neuen König von Schottland ausgerufen.

## Text und Datierung

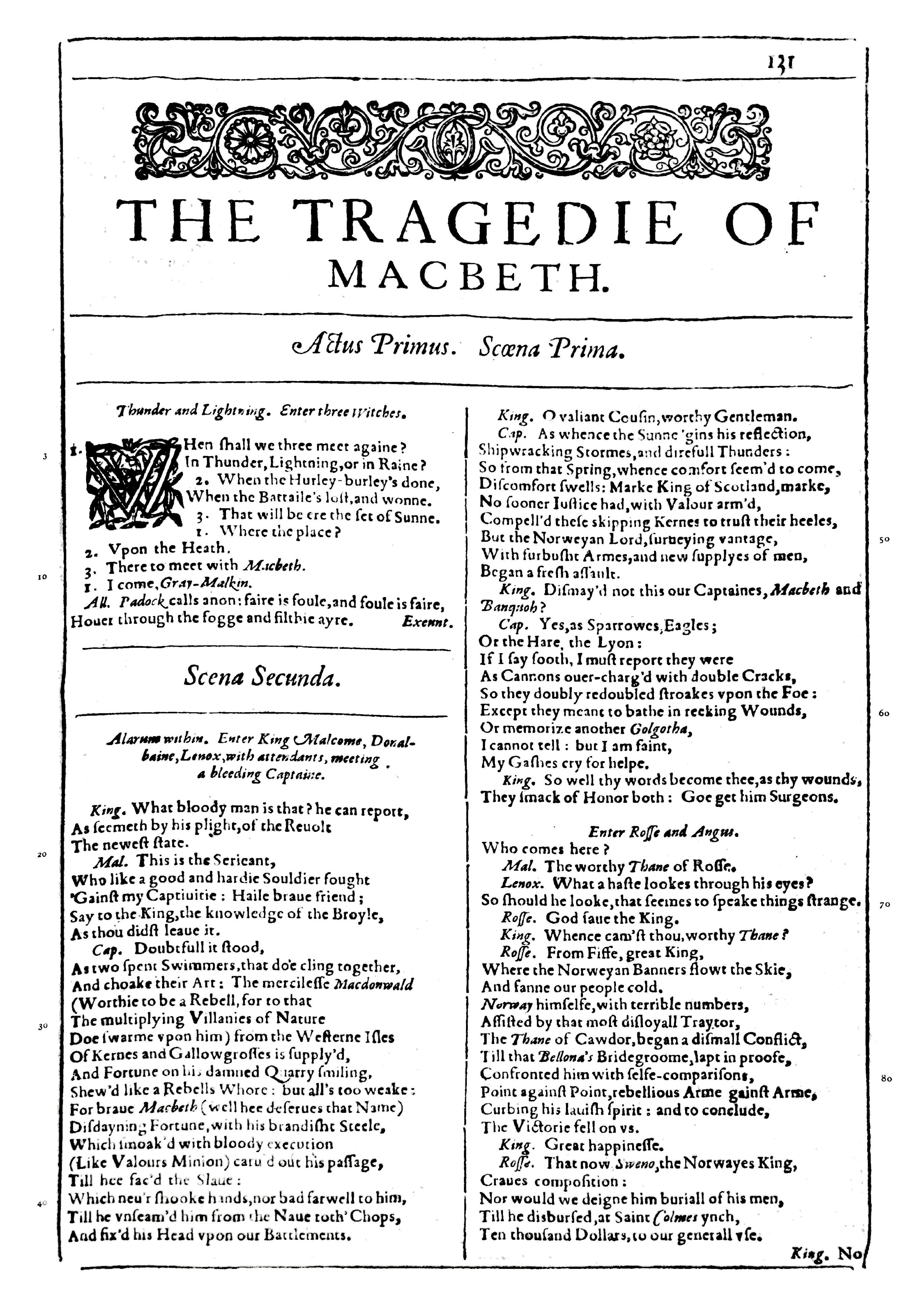
Faksimile der Erstausgabe von Macbeth im First Folio

Der genaue Zeitpunkt der Entstehung und der Veröffentlichung des Stücks ist unbekannt. Im Gegensatz zu dem überwiegenden Teil der Shakespearedramen lässt sich der Entstehungszeitraum jedoch aufgrund deutlicher Indizien klar eingrenzen. Das Stück kann erst nach dem Tod Elisabeths I. 1603 und der Thronbesteigung des schottischen Königs Jakob I. entstanden sein. Das Stück thematisiert die schottische Geschichte; Banquo als eine der Hauptfiguren zählt zu den allerdings unhistorischen Vorfahren Jakobs I. Anders als in den während der Regierungszeit Elisabeths I. entstandenen Werken Shakespeares, in denen zumeist ein unvorteilhaftes Bild der Schotten als Erbfeinde Englands gezeichnet wird, stellt Shakespeare hier Land und Leute positiv dar. Zudem ist der spätmöglichste Zeitpunkt der Entstehung, der sogenannte Terminus ante quem, als weiteres Grenzdatum historisch belegt: Das Werk muss vor 1611 entstanden sein, da aus diesem Jahr ein ausführlicher Bericht des zeitgenössischen Astrologen Dr. Simon Forman über eine Aufführung von Macbeth im Globe Theatre überliefert ist.
Allgemein besteht in der aktuellen Shakespeareforschung Konsens über eine Festlegung der Entstehungszeit des Dramas auf das Jahr 1606. Diese Datierung der Niederschrift auf 1606 wurde erstmals von Edmond Malone in seiner Ausgabe der Werke Shakespeares 1790 vorgenommen und seitdem wiederholt in der nachfolgenden Shakespeare-Forschung bekräftigt. Eine solche Datierung steht auch im Einklang mit der heutigen Vorstellung der Shakespeareschen Tragödien als einer Entwicklungslinie gehorchend, in der Macbeth (1606) zwischen King Lear (1605/06) und Antony and Cleopatra (vor 1608) eingeordnet wird. Doch dies beruht lediglich auf Indizien, die nicht eindeutig sind, so vor allem auf der deutlichen Anspielung im Monolog des betrunkenen Pförtners auf einen Hochverratsprozess aus dem Jahre 1606. Mit letzter Sicherheit kann diese Anspielung jedoch nicht identifiziert werden, da der Name des angeklagten Jesuiten Henry Garnet, der in die Pulververschwörung verwickelt war, bei Shakespeare nicht explizit erwähnt wird und der Prozess möglicherweise noch längere Zeit ein allgemein verbreitetes Gesprächsthema war.
Als frühe Druckfassung ist nur der Text in der Folio von 1623, der ersten Gesamtausgabe der Dramen Shakespeares, überliefert. Das Manuskript, das als Druckvorlage diente, muss von relativ guter Qualität gewesen sein, da sich nur eine relativ geringe Zahl von erkennbaren Fehlern oder Passagen, die keinen Sinn ergeben, finden lassen. Allgemein wird davon ausgegangen, dass es sich dabei um ein Soufflierbuch, ein sogenanntes prompt book, für eine Theateraufführung handelte. Diese Annahme fußt neben der Kürze des Textes allerdings lediglich darauf, dass einige Bühnenanweisungen als Hinweise an den Spielleiter formuliert sind.
Es ergeben sich jedoch zwei Probleme: Zahlreiche Zeilen sind nicht korrekt getrennt, so dass sich Unregelmäßigkeiten im Versmaß ergeben. Dies wird von den meisten heutigen Editoren auf Fehler beim Setzen des Textes zurückgeführt. Zudem gibt es Unstimmigkeiten zwischen den Szenen III.V und IV.I, was die Vermutung nachträglicher Änderungen nahelegt. In III.VI erfährt Macbeth von Macduffs Flucht; eine Szene später ist er darüber erstaunt. Ebenso wird zumeist angenommen, dass die Hecate-Szenen (III.V und IV.I) erst nachträglich eingefügt wurden. Das Versmaß Hecates, der Jambus, entspricht nicht dem Trochäus der übrigen Hexen; darüber hinaus sind die Bühnenanweisungen nicht klar und es werden nur die ersten Zeilen der beiden Lieder abgedruckt, deren vollständiger Text sich in dem burlesken Stück The Witch (ca. 1613) von Thomas Middleton findet. Daher gehen heutige Shakespeareforscher und Texteditoren allgemein davon aus, dass die Lieder oder die gesamten Szenen höchstwahrscheinlich von Middleton stammen und erst später dem ursprünglichen Text Shakespeares hinzugefügt wurden.
Aufgrund dieser Unstimmigkeiten beurteilten in der Vergangenheit nicht nur Coleridge, sondern auch renommierte Shakespeare-Forscher und Editoren wie beispielsweise E. K. Chambers und John Dover Wilson die Textqualität als schlecht und unzuverlässig. Es wurde angenommen, dass mehrere Fassungen, von Macbeth existiert haben müssten. Wilson ging davon aus, Shakespeare selbst habe den Text mehrfach umgearbeitet. Auch Geoffrey Bullough sah den überlieferten Text der Folio-Ausgabe als durchwegs nicht verlässlich an. Demgegenüber vertrat G. K. Hunter die Auffassung, der Text in F1 sei „kohärent und gut verständlich“. Auch Nicholas Brooke, der Herausgeber des Oxford-Textausgabe, widerspricht den Auffassungen früherer Shakespeare-Forscher und stuft die Textqualität des Folio-Drucks als gut ein. Ähnlich die Einschätzung der Herausgeber der jüngsten Ausgabe des Arden-Shakespeare. Da, wie bereits 1955 von Greg festgestellt, die Editionskritik sich ständig weiterentwickelt und neue Erkenntnisse gewinnt, herrscht in der neueren Shakespeare-Forschung allgemein die Sicht vor, dass es keine belastenden Kriterien gibt, die grundsätzlich gegen eine Verlässlichkeit des F1-Textes sprechen.
Mit etwa 2350 Versen ist Macbeth die mit Abstand kürzeste Tragödie Shakespeares. Aus diesem Grund haben zahlreiche frühere Editoren den Foliotext des Dramas für eine unvollständige, möglicherweise für Aufführungszwecke gekürzte Fassung des Stückes gehalten und über entfallene Szenen wie beispielsweise zusätzliche Planungsgespräche zwischen Macbeth und Lady Macbeth spekuliert. Mittlerweile hat man in der Shakespeare-Forschung die Hypothese einer nur verkürzten Überlieferung des Textes in der Folioausgabe überwiegend aufgegeben, da die kompakte Anlage des gesamten Werkes und die Geschlossenheit der Handlung eine Begründung für umfangreichere Textverluste oder Streichungen als wenig überzeugend oder stichhaltig erscheinen lassen.
Genereller Konsens besteht dagegen gegenwärtig insoweit, als das unvermittelte Hinzutreten der Oberhexe Hekate in III.V und IV.I nicht Bestandteil der Ursprungsfassung gewesen sein kann. Strittig und heute kaum mehr mit Gewissheit zu entscheiden ist hingegen die Frage, ob diese Ergänzungen oder Hinzufügungen unbefugt von dritter Hand oder mit Zustimmung Shakespeares oder gar durch diesen selbst erfolgten.

## Literarische Vorlagen und kulturelle Bezüge
Shakespeare bezieht sich, wie auch schon in früheren Stücken, auf die 1587 erschienenen Chronicles of England, Scotland and Ireland, in denen Raphael Holinshed die Geschichte des Schottischen Volkes (Historia Gentis Scotorum) von Hector Boece übersetzt und dessen historischen Macbeth beschreibt.
Dabei beschränkt Shakespeare sich in Macbeth aber nicht auf den Bericht Holinsheds, sondern nimmt an verschiedenen Stellen strukturelle Veränderungen vor. Holinshed zeichnet in seinen Chroniken ein Bild Duncans als „schwacher“ („féeble“), „nachlässiger“ („negligent“) und träger („slouthfull“) König, der unfähig ist, für Recht und Ordnung zu sorgen, und damit das Reich destabilisiert. In seiner Vorlage ist Macbeth über zehn Jahre hinweg ein strenger, aber gerechter Herrscher, der durchaus nach altem schottischen Recht, wie es heißt, einen legitimen Anspruch auf die Krone hatte, bevor er sich zum Tyrannen entwickelte. Ebenso weicht Shakespeare von der Darstellung Holinsheds im Hinblick auf die Figur Banquos ab. Dieser wird bei Holinshed zwar auch von Macbeth ermordet, agiert bis dahin jedoch nicht nur beim Königsmord als Macbeths Komplize. Vermutlich wird er von Shakespeare in seinem Stück deshalb entlastet, weil er bei dem zeitgenössischen Publikum als Vorfahr der Stuarts und damit von König Jakob I. galt. Eine weitere Änderung betrifft die Figur der Lady Macbeth, die in der Quelle einzig als Frau des Protagonisten ohne eine wesentliche Rolle oder Funktion erscheint.
Die Darstellung der näheren Umstände der Ermordung Duncans ist angelehnt an einen Bericht Holinsheds über den Meuchelmord, der achtzig Jahre vor Duncans Regentschaft an dem schottischen König Duffe verübt wurde. Die in Holinsheds Berichten insoweit in den wesentlichen Zügen vorgezeichnete Geschichte wird von Shakespeare als Rahmen übernommen, die Handlung jedoch zeitlich gestrafft. Während in Holinsheds Darstellung die Handlung sich über ein ganzes Leben hinweg erstreckt, verdichtet Shakespeare die Handlungsmomente zu einer zügigen Abfolge von Ursache und Wirkungen. Um die Ambiguitäten und die Schwierigkeiten der Erkennbarkeit von Gut und Böse, die ein zentrales Thema des Dramas darstellen, dramatisch wirkungsvoller hervorzuheben, gestaltet Shakespeare die Grundpositionen eindeutiger: Bei Holinshed handeln Macbeth und Banquo als schottische Heerführer im Laufe ihrer politischen Karriere beide teils verwerflich, teils gut. In Shakespeares Stück bleibt Banquo demgegenüber bis zu seiner Ermordung standhaft im Bereich des Guten, wohingegen Macbeth, der anfangs ebenfalls zu den Guten zählt, ohne Vorbehalte in das Reich des Bösen wechselt, nachdem er der Versuchung zum Königsmord erlegen ist.
In Holinsheds Chronik wird die Ermordung Duncans konkreter motiviert nicht allein durch die Schwäche des Königs, sondern auch durch dessen Ausschluss Macbeths von der Thronfolge, indem Duncan entgegen der in Schottland damals gängigen Erbfolge seinen Sohn zum Thronnachfolger einsetzt. Der Königsmord selber ist in der Chronik das gemeinsame Werk von Verschwörern, nicht wie in Shakespeares Drama die blutige Untat eines Einzelnen. Die grausamen Züge der Tat hat Shakespeare einen anderen Quelle entnommen, in der sich der Bericht über den abstoßenden Mord König Duffs etwa hundert Jahre vor Macbeth durch Donwald zur Befriedigung seiner eigenen Rachegelüste findet. Die Ermordung König Duffs wurde nach dieser Vorlage von Donwalds Frau angestiftet und bei einem Gastmahl in seinem eigenen Haus verübt; wenige Monate nach der Tat wurde dieser Mord grausam an der gesamten Familie Donwalds gerächt. Nach dem Königsmord zeigten sich übernatürliche Zeichen: Bis zur Sühne der Gräueltat schienen sechs Monate lang weder Sonne noch Mond. Demgegenüber ist der Königsmord in Holinsheds Quelle deutlich politischer motiviert und weniger abscheulich und unheilvoll für das gesamte Reich.
Lady Macbeth wird dagegen bei Holinshed einzig in einem Satz erwähnt. Shakespeare macht aus ihr eine Partnerin, die als Antriebs- wie auch Kontrastfigur zum Protagonisten fungiert. Anregungen dazu findet er zwar in einem anderen Abschnitt der Chronicles von Holinshed, der nicht unmittelbar mit dem Bericht über Macbeth im Zusammenhang steht; dennoch ist Lady Macbeth in weitaus stärkerem Maße als die übrigen Figuren des Stückes eine der Dramatisierung dienende fiktionale Konstruktion.
Auf diese Weise wird aus dem Fundament der Geschichte Holinsheds, die bereits auf das Exemplarische hin ausgerichtet ist, aber kein spezielles Aussagepotential hat, bei Shakespeare ein Drama, das anhand eines historischen Falles die Problematik des Bösen auf der individuellen Bedeutungsebene als einzelmenschliche Verstrickung in Schuld und Sühne, auf der gesellschaftlich-politischen Ebene als Umsturz und Restauration sowie auf der metaphysischen Ebene als Auseinandersetzung himmlischer und höllischer Kräfte bzw. als Kampf zwischen Natur und Unnatur modellhaft darstellt und dramaturgisch inszeniert.
Einige Editoren wie Kenneth Muir, der Herausgeber des Arden Shakespeare, gehen davon aus, dass Shakespeare neben Holinsheds Chronicles auch die 1582 in Latein erschienene Schrift Rerum Scoticarum Historia von George Buchanan als Inspiration für seine Ausgestaltung des Macbeth genutzt haben könnte; der überwiegende Teil der heutigen Shakespeare-Forscher oder Herausgeber hält diese Annahme jedoch für fraglich oder nicht sonderlich plausibel.
Muir nimmt zu dem an, dass Shakespeare wahrscheinlich den 1578 erschienen Bericht De Origine, Moribus, et Rebis Gestis Scotorum von Bisof John Lesley gelesen habe. Lesley schreibt, dass es Teufel in weiblicher Verkleidung (‘seu potius Daemonorum qui mulierum personas ementitti’) gewesen seien, die Macbeth verkündeten, dass Banquos Nachkommen Könige werden würden. Wie Holinshed erwähnt Lesley ebenso wenig irgendwelche Mittäter bei der Ermordung Duncans, betont aber den wesentlichen Einfluss von Lady Macbeth und schildert, wie sie ihrem Mann die Angst vor dem Königsmord genommen habe, indem sie einen praktischen Ausführungsplan für die Mordtat entwickelt habe.
Als Quelle für die Ausgestaltung der Hexenszenen, deren anfängliche Erscheinung als Schicksalsschwestern („weird sisters“) und Prophezeiungen für Macbeth und Banquo bereits in Holinsheds Chronicles erwähnt werden, könnte Shakespeare möglicherweise The Discovery of Witchcraft (1584) von Reginald Scott oder James’ Daemonology (1597) genutzt haben, sofern er nicht auf zu der Zeit verbreitetes Allgemeinwissen zurückgegriffen hat. Von einigen Editoren wird als denkbare Quelle für die Begegnung zwischen den Hexen und Macbeth ebenso ein kurzes lateinisches Stück, Tres Sybyllae, von Mathew Gwinne (auch Gwinn) angeführt, das anlässlich eines Besuchs von Jakob I. 1605 in Oxford aufgeführt wurde. Es lässt sich jedoch nicht nachweisen, dass Shakespeare diese Aufführung tatsächlich gesehen hat.
Unter Shakespeares Zeitgenossen war es äußerst umstritten, ob Geister und Hexen wirklich existierten. So konnte er mit seiner dramatischen Technik die Unsicherheit der zeitgenössischen Zuschauerschaft dafür nutzen, sowohl die Seelenqualen seiner Hauptfiguren zu veranschaulichen als auch zugleich metaphorisch auf die Unnatürlichkeit und damit die Störung der natürlichen Weltordnung, in der die Ereignisse im Himmel und auf Erden sich gegenseitig abbilden, zu deuten. Dieses Konzept einer kosmischen Weltordnung, das von E. M. W. Tillyard als das elisabethanische Weltbild bezeichnet wurde, wurde von Richard Hooker 1594 in seinem bekanntesten Werk Of the Lawes of Ecclesiastical Polity als Verbindung der antiken Konzeption der ‘Naturgesetze’ mit der stoischen Vorstellung der „vernunftbegabten, zu ethischem Handeln verpflichteten Natur des Menschen“ zum Ausdruck gebracht und mit der christlichen Auffassung von Sünde und Strafe verknüpft. Hooker vertrat dabei gegenüber der traditionellen Theologie die Annahme der Existenz einer Analogie zwischen der physikalischen Natur und derjenigen des Menschen; demnach war moralisch richtiges Verhalten ‘natürlich’, unnatürliches hingegen sündhaft. Ehrgeiz (ambition) war zur damaligen Zeit durchgängig negativ konnotiert als von Krankheit oder Bosheit begleitet. Macbeths Ehrgeiz bildete demnach jene Verletzung der natürlichen Ordnung ab, die zu allgemeinem Chaos führt und mit einer Strafe auf natürliche Weise einhergeht. Macbeths Ehrgeiz war im Hinblick auf die zeitgenössische Sichtweise daher von Anfang an in zweifacher Hinsicht negativ gekennzeichnet: einerseits als etwas Böses, andererseits als nicht zum gewünschten Erfolg führend. Hauptquelle für Hooker und seine elisabethanischen Zeitgenossen war möglicherweise Cicero, de officis, z. B. 11−14 oder 100−101. Diese Verwerflichkeit der ambition wurde auch von Erasmus in seiner Institutio Principis Christiani thematisiert.
Darüber hinaus könnten die Werke des römischen Dramatikers Seneca die Arbeit Shakespeares ebenfalls inspiriert haben. Seneca His Tenne Tragedies erschien 1581 in gedruckter Form. Die zur damaligen Zeit populären Tragödien Senecas handeln vielfach von Verrat, Mord und Übernatürlichem, wie auch Macbeth. So lässt sich etwa Lady Macbeth mit Senecas Klytaimnestra mit all ihren Rachemotiven aus dessen Tragödie Agamemno vergleichen. Vor allem Senecas Medea hat vermutlich die negative Ausgestaltung der Figur der Lady Macbeth als Vorlage geprägt.
Auch Jakob I. nahm eventuell indirekt Einfluss auf die Gestaltung des Dramas: Shakespeare könnte als Hofdichter ein Interesse daran gehabt haben, seinen königlichen Gönner zufriedenzustellen. Die positive Darstellung Duncans, des rechtmäßigen Königs, die Darstellung Macbeths als feigen Mörder und Tyrann sowie die Erwähnung von Jakobs vermeintlichem Vorfahren Banquo sind vermutlich – obgleich historisch nicht korrekt – diesem Umstand mit geschuldet. Im vierten Akt, als in einer prophetischen Vision vor den Augen des entsetzten Macbeth die Reihe der Nachkommen erscheint, die sein Opfer gezeugt hat, tritt als letzter und achter König Jakob selbst auf. Darüber hinaus greift der Dichter das Motiv des wundertätigen Königs auf.
Daneben ist es möglich, dass zeitgenössische Ereignisse, wie beispielsweise der Gunpowder Plot, Shakespeare bei seiner Arbeit an Macbeth beeinflusst haben könnten.
Als äußerst politisches Drama zeigt Shakespeares Werk ähnlich wie Richard III (um 1593) das „grundlegende Gesetz von Vergehen und Sühne, Sünde und Strafe in der Geschichte“, das nicht nur im Mirror for Magistrates dargelegt wird, sondern ebenso für die elisabethanischen Historiker bedeutsam war. E. M. W. Tillyard sah Macbeth in dieser Hinsicht als „the epilogue of the Histories“ und betonte, dass Staat und Gemeinwesen hier eine andere Rolle spielen als in den anderen Tragödien Shakespeares.
Für das zeitgenössische elisabethanische und jakobäische Publikum hatte die politische Dimension des Dramas zudem eine besondere Aktualität, die sich aus der weit verbreiteten Angst vor Rebellionen ergab. So gehörte etwa die „Homily against Rebellion“ (1547) zu den grundlegenden Texten der Church of England und wurde stets aufs Neue in den Kirchen verlesen. Insbesondere die ungeklärten dynastischen Verhältnisse und die konfessionellen Gegensätze boten im 16. Jahrhundert immer wieder Beweggründe für Rebellionen und führten damit zu keineswegs grundlosen Ängsten vor Aufständen.
In seiner literarischen Biographie der schottischen Königin Maria Stuart sieht Stefan Zweig darüber hinaus auf der Grundlage seiner psychologisch-philosophischen Studien der dramatischen Ereignisse im Leben Maria Stuarts eine „merkwürdige Analogie“ zu Shakespeares Drama Macbeth, die aus seiner Sicht mehr als zufällig ist, und wirft spekulativ die Frage auf, ob Shakespeare möglicherweise reale Ereignisse um die historischen Personen Maria Stuart, Lord Bothwell und Lord Darnley als Inspiration für wichtige Handlungselemente der Figuren Lady Macbeth, Macbeth und König Duncan dienten.

## Interpretation
Shakespeares Geschichte lässt mehrere voneinander verschiedene Interpretationen zu: Von der Parabel über die Machtgier der Menschen über die Frage nach Vorherbestimmung des Schicksals bis hin zu Sünde und Schuld als ewiges Menschheitsthema.
Ein zentrales Thema des Dramas ist das Divine Right, das göttliche Recht, eine Idee, in der der König als gerechter Herrscher von Gottes Gnaden im Mittelpunkt des Staates steht. Jakob I. beschrieb diese Vorstellung in seinem erstmals 1598/99 veröffentlichten Werk Basilikon Doron.
Macbeth verstößt durch seine gewaltsame Machtergreifung gegen diese Ordnung, was nicht nur Chaos und Schreckensherrschaft in Schottland, sondern schließlich auch Macbeths gewaltsamen Tod zur Folge hat.
Laut Caroline Spurgeon veranschaulicht und kritisiert Shakespeare diese Verletzung der natürlichen Ordnung, indem er Macbeth seiner Heldenhaftigkeit beraubt und mit Hilfe geeigneter Metaphern nicht nur als äußerst blutrünstig darstellt, sondern teilweise auch bewusst lächerlich macht. So erscheint Macbeths Kleidung wiederholt entweder zu groß oder zu klein für ihren Träger, ähnlich wie sein Ehrgeiz zu groß und sein Charakter zu klein für seine neue unrechtmäßige Rolle als König ist. Schon zu Anfang des Stückes beginnt das Spiel mit diesem Motiv: Als Macbeth sich „wie in geliehenen Kleidern“ („dressed in borrowed clothes“) fühlt, nachdem sein neuer, ihm von den Hexen prophezeiter Titel als Thane von Cawdor von Rosse bestätigt wird (I, 3, Z. 108–109), kommentiert Banquo das mit den Worten: „Die neue Würde engt ihn, / Wie fremd Gewand sich auch nur durch Gewohnheit / Dem Körper fügt“ („New honours come upon him, / Like our garments, cleave not to their mould, / But with the aid of use“, I, 3, Z. 145–146).
Gegen Ende der Tragödie, als sich der Tyrann den Wald von Birnam vom Leibe halten will, bezeichnet ihn Caithness metaphorisch als einen Mann, der vergeblich versucht, ein zu großes Gewand mit einem zu kleinen Gürtel zusammenzuhalten: „er kann / Den wild empörten Zustand nicht mehr schnallen / In den Gurt der Ordnung“ („he cannot buckle his distemper’d cause / Within the belt of rule“, V, 2, Z. 14–15). Und Angus fasst in einem weiteren negativen Bild zusammen, was alle denken, seit Macbeth die Macht an sich gerissen hat: „Jetzt fühlt er, jene Würde, / Zu weit und lose, wie des Riesen Rock / Hängt um den dieb’schen Zwerg“ („Now does he feel his Title / Hange loose about him, like a giant’s robe / Upon a dwarfish thief“, V, 2, Z. 18–20).
Nachdem Malcolm den Thron als rechtmäßiger König bestiegen hat, gilt die göttliche Ordnung als wiederhergestellt. Es ist jedoch fraglich, ob sie von Dauer sein wird: nicht nur die Thanes, die zuvor auch Macbeth die Treue geschworen hatten, stellen eine mögliche Bedrohung für den jungen König dar, sondern auch sein Bruder Donalbain, der sich immer noch im Exil befindet.

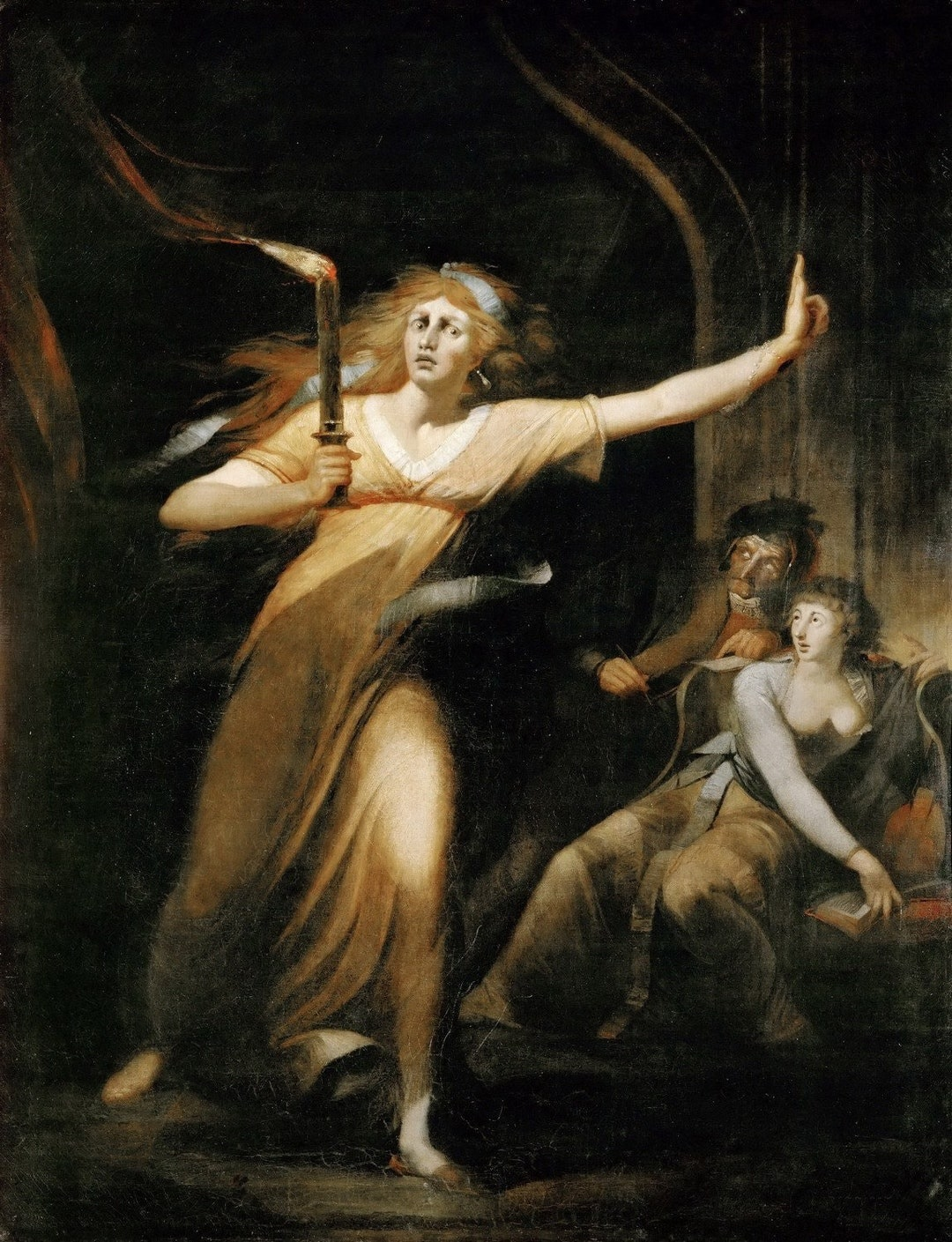
Die schlafwandelnde Lady Macbeth, Gemälde von Johann Heinrich Füssli

## Rezeptionsgeschichte und Werkkritik
Im Vergleich zu den anderen Großen Tragödien Shakespeares, insbesondere Hamlet und Lear, liegt die Besonderheit von Macbeth weniger in der Faszination begründet, die von der Titelfigur ausgeht, sondern ist in stärkerem Maße bestimmt durch charakteristische Eigenschaften des Werkes wie seine besondere Zugänglichkeit und Verständlichkeit. Die einsträngige, klarlinige Handlung ist relativ leicht zu verfolgen; ebenso sind die Hauptcharaktere trotz ihrer Komplexität nicht grundsätzlich rätselhaft oder unbegreifbar. Die Bühnenwelt, in der das Stück spielt, ist zwar mit ihren feudalen Herrschern, Thanen und Weird Sisters von der realen Alltagswelt weit entfernt, zeigt aber Figuren, die nicht fremder sind als die Könige oder Hexengestalten im Märchen. Die in dem Stück thematisierten Probleme wie die Versuchung der Macht, der politische Mord oder die Frage nach der Bekämpfbarkeit des Verbrechens sind durch eine zeitübergreifende Aktualität bestimmt und für den überwiegenden Teil der heutigen Rezipienten zumeist präsenter als die Thematik einer Reichsteilung oder eines Brudermordes oder eines Auftrags zur Blutrache.
Obwohl Macbeth keineswegs ein einfaches Stück ist, erfordert es vergleichsweise wenig an Vermittlung oder Verständnishilfe und ist neben seiner Kürze vor allem aus diesem Grunde seit langem in Unterricht und Lehre an Schulen und Universitäten als Modellfall für die Auseinandersetzung mit der Dramenwelt Shakespeares herangezogen worden. Gegenwärtig steht Macbeth nicht nur in England und Amerika, sondern auch im deutschsprachigen Raum von den Shakespeare-Stücken am häufigsten auf dem Lehrplan.
Trotz unterschiedlicher Ausdeutungen im Detail hat Macbeth in keiner Epoche seiner Rezeptionsgeschichte völlig kontroverse Interpretationen erfahren. In dieser Hinsicht kann das Werk gleichsam als Modellfall für die Rezeption der Shakespearedramen schlechthin gesehen werden. In jedem Zeitalter finden sich eigene Betrachtungs- oder Sichtweisen dem jeweiligen Zeitgeist entsprechend; in nachfolgenden Epochen werden diese Deutungsansätze entweder ignoriert oder aber übernommen und erweitert, so dass die Interpretation des Werkes im Verlauf seiner Rezeptionsgeschichte immer vielschichtiger und facettenreicher geworden ist.
Unmittelbar nach der Wiedereröffnung der Theater im Jahre 1660 wurde Macbeth wieder aufgeführt und entwickelte sich zu einem der Klassiker im Bühnenrepertoire. Die Beliebtheit des Stückes lag zur damaligen Zeit vor allem in seinem hohen Unterhaltungswert für das zeitgenössische Publikum: So pries etwa Samuel Pepys, einer der wichtigsten Chronisten der Restaurationsepoche und Gewährsmann für das Theaterleben in dieser Zeit, das Werk in seinem Tagebuch als «a most excellent play for variety; a most excellent play in all respects, but especially in divertisement [dt.: Unterhaltsamkeit], though it be a deep tragedy.»
Wenngleich dieses Urteil Pepys’ in gewissem Maße auf der Bearbeitung des Stückes durch William Davenant beruhen mag, deutet es dennoch auf die für die Wirkung des Stückes grundlegende dramaturgische Ebene: Macbeth basiert, ohne dass dies zwingend auf den ersten Blick hin ersichtlich ist, auf einer langen, sorgfältig geplanten Abfolge von Unterhaltungs- und Schauszenen. Neben der für die Tragödien charakteristischen Kette von Variationen zwischen prunkvollen Hofszenen bietet das Stück nicht nur die vier Hexenszenen, die nicht in allen Passagen eine tiefere Bedeutung aufweisen, sondern ebenso eine Fülle von Tanzeinlagen, Sprechgesang, Hexenküchen, Zaubererscheinungen oder die phantasmagorische „show of eight kings“. Dazu wird, über das ganze Stück verteilt, von Morden, Tötungen oder Hinrichtungen berichtet. Zu Beginn wird die Doppelschlacht indirekt, am Ende ein Feldzug in neun Teilen mit zwei Schwertkämpfen szenisch dargeboten. Ferner gibt es einen Geisterauftritt, eine Betrunkenenszene mit Witzen über Saufen und Unzucht sowie eine Abwandlung des beliebten Wahnsinnsmotivs und die Schlafwandelszene der Lady Macbeth.
In der Literaturkritik, die im 18. Jahrhundert einsetzte, standen bis in das 20. Jahrhundert die Charaktere des Stückes im Zentrum der Aufmerksamkeit, vor allem die Titelfigur und Lady Macbeth. Sah man die beiden zunächst noch einfach als heroischen Bösewicht und skrupellose, abscheuliche Schurkin, so wurde die Sicht auf ihre Charaktere zunehmend vielschichtiger und komplexer. Sie wurden immer mehr dem Ich des Rezipienten, sei er Leser oder Zuschauer, angenähert und schließlich zu Jedermann-Figuren: Menschen, die wie jeder von uns einer Versuchung nachgeben und, vom eigenen Ehrgeiz und äußeren Kräften angestachelt, sich dem Bösen ergeben: Lady Macbeth schnell und ohne Bedenken, Macbeth zögerlich und die Folgen reflektierend. Sie müssen dann erfahren, dass der Königsmord kein Ende des Verbrechens darstellt, wie es im Stück selbst hoffnungsvoll formuliert wird, sondern am Anfang einer unaufhaltsamen Kette von Delikten und Selbstzerstörung steht.
Die Entwicklung des Schauspielstils vom späten 18. Jahrhundert an trug zu weiterer Psychologisierung bei; aus den deklamierenden Personen des Dramas wurden komplexe Persönlichkeiten.

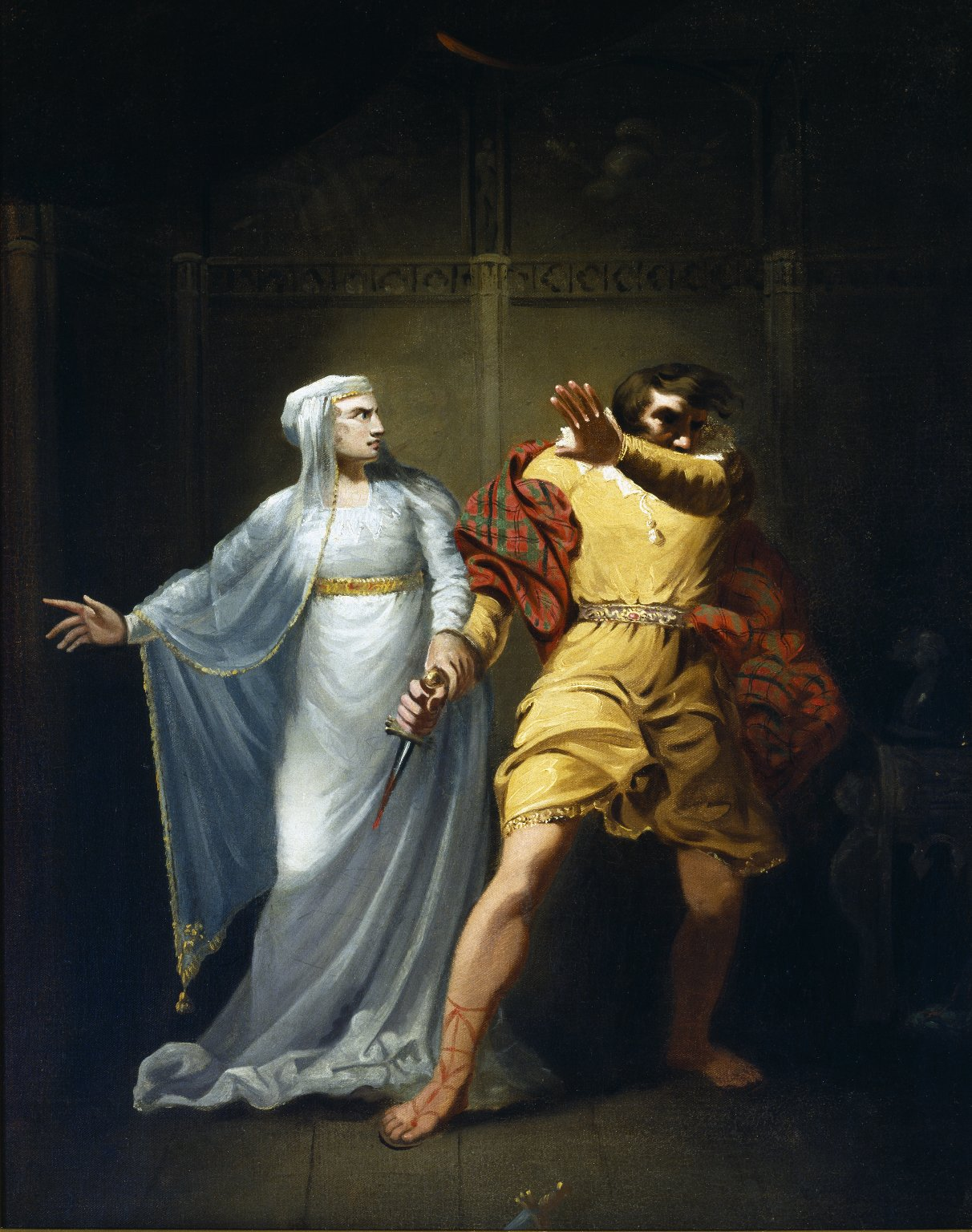
Sarah Siddons als Lady Macbeth, Gemälde von Robert Smirke, ca. 1790–1810

Zu den wirkungsvollsten Darstellungen in der Bühnengeschichte des Macbeth gehörte diejenige der Lady Macbeth durch Sarah Siddons. Ihre von Einfühlung geprägte Konzeption der Figur der Lady Macbeth wurde stilbildend für eine Generation weiterer Darstellerinnen.
Die Interpretation der Charaktere wurde im 20. Jahrhundert durch neue Deutungen ergänzt. Um 1930 begann eine Diskussion und Analyse der thematischen Aspekte des Stückes, die die alte vereinfachende Etikettierung des Werkes als drama of ambition („Drama des Ehrgeizes“) durch differenziertere, mitunter spekulative Interpretation der Schlüsselszenen erweiterte: So rückten Aspekte wie die rechte Ordnung der Natur und ihre Gefährdungen, das Verhältnis von schicksalhafter Fügung zu freiem Willem, Themen wie Wunsch und Wahnvorstellungen oder die Macht des Bösen und der problematische Widerstand des Guten sowie die Thematisierung von christlichem und nichtchristlichem Gedankengut in die literaturwissenschaftliche Auseinandersetzung mit dem Werk.
Auch die nun einsetzende Konzentration der Werkanalyse von Macbeth auf die verwendete Sprache erwies sich als fruchtbar. Die verdichtete, anspielungsreiche Sprache gibt dem Zuschauer Einblick in Macbeths Überlegungen und Gefühle.
Der Ambivalenz des häufig zitierten paradoxen bzw. antithetischen Chiasmus «Fair is foul, and foul is fair» (I.i, 11; dt. in der Übersetzung von Schiller: „Häßlich soll schön, schön häßlich sein!“) entspricht eine Fülle von Mehrdeutigkeiten in den Dialogen. Die Atmosphäre der Nacht, in der zahlreiche Szenen sowohl im wörtlichen wie im übertragenen Sinne spielen, wird allein verbal erzeugt, da auf der elisabethanischen Bühne bei Tageslicht gespielt wurde.
Die unbildliche, eigentliche Sprache ist mit einer reichen Metaphorik verwoben. In der Menagerie der symbolischen bösen Tiere, wie etwa Kröte und Katze der Hexen, die Schlange unter der Blume, die wildgewordenen Pferde oder die unheilverkündende Eule, greift Shakespeare teils auf metaphorische, teils auf real existierende Wesen zurück.
Die Rezeptions- und Deutungsgeschichte ist bei Macbeth weniger durch Widerspruch und Kontroverse, als vielmehr durch Fortschreibung und Kumulation bestimmt. Doch gibt es Tendenzwenden, zu denen vor allem die verstärkte Berücksichtigung und veränderte Bewertung der gesellschaftlich-politischen Dimension des Werkes gehört. Wie alle Shakespearetragödien handelt Macbeth einerseits von Dynastien und den sie begründenden Individuen, andererseits von politischen Körperschaften und Organen, in denen jede Figur des Dramas als Mitglied und Funktionselement eine Bedeutung hat. Wurden in der frühen Deutungsgeschichte des Werkes Macbeth und Lady Macbeth primär als Individuen und intimes Paar gesehen, so werden sie in der jüngeren Diskussion eher als zwei politisch Handelnde betrachtet.
Ebenso verändert hat sich die Auslegung der gesellschaftlich-politischen Ordnung oder Norm, die dem Werk zugrunde liegt. Der überwiegende Teil der heutigen Interpreten und Kritiker nimmt nicht mehr an, dass Macbeth auf der Vorstellung einer prästabilisierten Ordnung basiert, die vor dem Königsmord durch den Protagonisten existiert und am Schluss durch den Übergang der Krone an Malcolm wiederhergestellt wird. Die Ordnung wird vielmehr als von vornherein instabil oder brüchig und am Ende als nur vorläufig oder teilweise restituiert gesehen.
In jüngeren Ansätzen einer feministisch orientierten Werkkritik wird die traditionelle Deutungsweise zurückgewiesen, Lady Macbeth entsage ihrer weiblichen Natur („unsex me here“), um ihre angestammte traditionelle Rolle als Frau zu verlassen und den männlichen Wert des Ehrgeizes anzunehmen. Im deutschsprachigen Bereich stellte bereits Sabine Schülting die engen Verknüpfung von Politik- und Geschlechterkonstruktionen in Macbeth heraus, der zufolge „Macht an aggressive Männlichkeit und das Phantasma einer männlichen Parthenogenese“ gebunden sei. Im Unterschied zur tradierten Interpretationslinie wird dabei vor allem Lady Macbeths Anruf der Geister, „um ihr Geschlecht zu überwinden“ und „nährende Mutterliebe in rücksichtslose Gewalt zu verwandeln“ als „Aufbegehren gegen die patriarchalische Ordnung“ gedeutet, wobei Macbeth in seinem Zaudern ihr „unmännlich erscheine“. Mit der „dämonisierten Weiblichkeit“, vertreten durch die Hexen und Lady Macbeth, die als Katalysator für die Verbrechen von Macbeth wirke, wird in diesem Deutungsansatz zugleich die patriarchalische Herrschaft und Ordnung in Frage gestellt.
Mit der Hinwendung der neueren akademischen Kritik zu den theatralischen Aspekten der Shakespearedramen in den letzten Jahrzehnten werden zugleich verstärkt dramaturgische Fragen gestellt. Jüngere Interpretationen befassen sich vorrangig mit Aufbau und dramatischer Funktion einzelner Szenen und deren Zusammenfügung zu Szenenreihen, die durch einen Spannungsbogen miteinander verknüpft sind und jeweils auf einen Zielpunkt hinstreben, anfangs auf die Nacht und den Königsmord, dann auf das Bankett und letztlich auf den Endkampf und die Erfüllung der Prophezeiungen der Hexen.

## Aufführungsgeschichte
Macbeth war anscheinend von Anfang an ein recht beliebtes Stück beim Theaterpublikum; der Text wurde bereits im 17. Jahrhundert auf Grundlage der Folio-Ausgabe von 1623 mehrfach teils mit zusätzlichem Material oder in einer für die Bühne adaptierten Fassung nachgedruckt. Seit 1660 gehört das Werk zu den am häufigsten aufgeführten Stücken Shakespeares.
Die erste schriftliche Erwähnung einer Aufführung von Macbeth findet sich bei Simon Forman, der von einer Vorstellung am 20. April 1611 im Globe Theatre berichtet.

„Am Samstag dem 20. April ließ sich im Globe zunächst beobachten, wie Macbeth und Banqo, zwei schottische Fürsten, durch einen Wald ritten und drei Feen oder Nymphen standen vor ihnen, die Macbeth begrüßten und zu ihm sagten ‚Heil dir, Macbeth, denn du sollst König sein, doch keine Könige zeugen‘. […] Und Macbeth ersann einen Plan, Duncan zu ermorden, und durch die Überzeugungskraft seiner Frau ermordete er den König in seinem eigenen Schloss, wo er zu Gast war, und viel Erstaunliches wurde in dieser Nacht gesehen.“

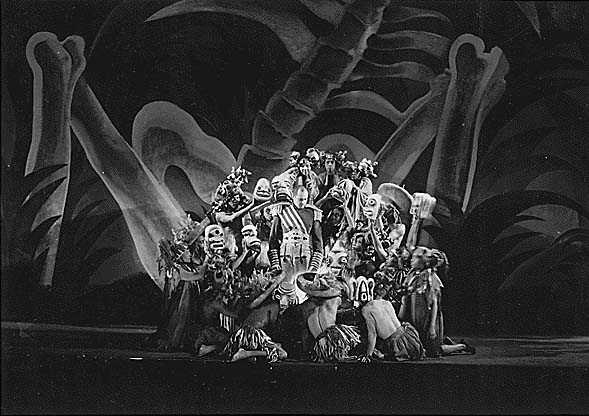
Macbeth in der Inszenierung von Orson Welles 1935 mit dem Negro Unit Ensemble des Federal Theatre Project

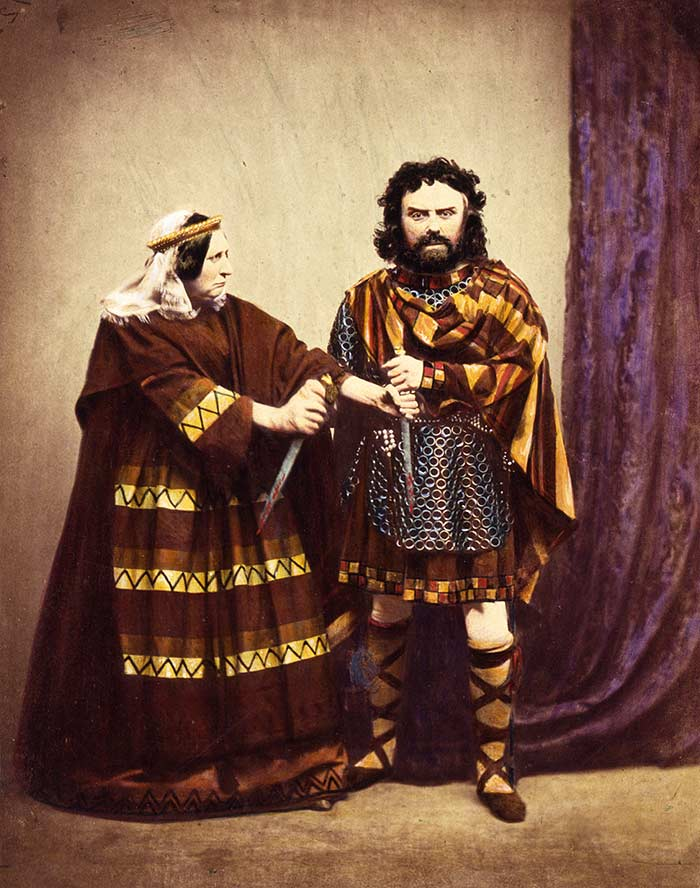
Charles Kean als Macbeth, 1858

Im Laufe des 17. Jahrhunderts erlangte Macbeth große Popularität und wurde 1667 von William Davenant in einer opulenten Version inszeniert, die bis Mitte des nächsten Jahrhunderts maßgeblich blieb. Die Hexenszenen wurden in dieser Inszenierung von Davenant zu komischen Einlagen mit Tanz und Gesang umgestaltet; auch in nachfolgenden Aufführungen wurde lange Zeit das Farcenhafte akzentuiert, indem die Hexen weiterhin von Männern gespielt wurden, als bereits weibliche Darstellerinnen auf englischen Bühnen erlaubt waren.
Erst die Übernahme der Hexenrollen durch Schauspielerinnen führte später zur Sexualisierung und Dämonisierung dieser Figuren. Die politischen Aspekte des Dramas traten im 18. Jahrhundert überwiegend zugunsten einer Konzentration auf die Psychologie der Protagonisten in den Hintergrund. In der zweiten Hälfte des 18. Jahrhunderts bearbeiteten den Stoff unter anderen David Garrick, Charles Macklin und John Philip Kemble, der durch seine besonders unkonventionelle Interpretation auffiel und als derjenige gilt, der Macbeth erstmals im Kilt verkörpert hat, obwohl dies auch Macklin auszeichnete.
Mit Hannah Pritchard als Lady Macbeth wurde in Garricks Inszenierung, die in dieser Hinsicht von Kemble weitgehend übernommen wurde, insbesondere die Rolle der Lady Macbeth verstärkt; die Morde wurden wie bei Garrick auch in der Darstellung durch Sarah Siddons bei Kemble letztlich als ihr Werk präsentiert. Macbeth, dessen Verhalten größtenteils als durch sie bestimmt dargestellt wurde, verkörperte demgegenüber in dieser Aufführungspraxis eher den edlen und sensiblen Tragödienhelden der Romantik. Zu diesem Zweck wurde der Überfall auf die Macduff-Familie und der Tod Siwards gestrichen; deren Ermordung wurde nur als kurzer Bericht wiedergegeben, wohingegen Macbeths Auftritt in der Sterbeszene durch einen Text voller sentimentaler Frömmigkeit ausgeschmückt wurde. In Kembles Aufführung dominierte zugleich erneut das Spektakel: Trotz einer durchaus ernsthaften Behandlung der Rolle der Hexen setzte er spätestens von 1794 an einen Chor von über 50 singenden und tanzenden komischen Hexen ein. Die Pförtnerszene dagegen wurde in seinen Inszenierungen ausgelassen.

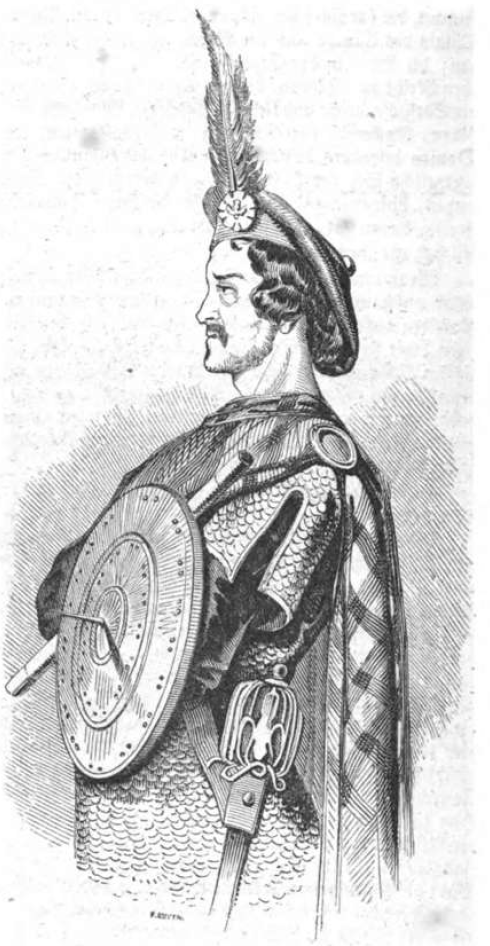
William Charles Macready als Macbeth, Zeichnung von J. J. Weber, Oktober 1843

Im 19. Jahrhundert kamen unterschiedliche Deutungen des Werkes auf die Bühne. Samuel Phelps inszenierte das Werk als Melodrama; Henry Irving spielte die Titelfigur als feigen und blutdürstigen Mörder und Ellen Terry stellte Lady Macbeth als aufopferungsvolle, liebende Gattin dar. William Charles Macready versuchte in seiner Ausgestaltung der Rolle des Titelhelden einen Ausgleich zwischen der früheren Vorstellung eines heroischen Protagonisten und der jüngeren Konzeption eines schwachen, aber verbrecherischen Charakters zu schaffen; Helen Faucit betonte in ihrer Interpretation der Lady Macbeth deren feminine Züge. In einigen Aufführungen am Ende des Jahrhunderts wurde unter dem Einfluss der neueren Entwicklung in der Psychologie Macbeth auch als „Neurastheniker“ präsentiert. Besonders erfolgreich war im 19. Jahrhundert Charles Kean mit einer geschichts- und werktreuen Inszenierung.
Im 20. Jahrhundert wurde die Vielschichtigkeit der Figur des Macbeth betont; ebenso wurde der Wandel weg von der Darstellung der Lady Macbeth als eines rücksichtslosen „Monsters“ fortgeführt. Seit dem ausgehenden 19. Jahrhundert war es außerdem nicht mehr üblich, die Hekate-Szenen zu spielen. Zu Beginn des 20. Jahrhunderts wurde das Drama in mehreren expressionistischen Deutungsansätzen, etwa in den Inszenierungen von Arthur Hopkins 1921 in New York, von Leopold Jessner 1922 in Berlin oder als Studie über den Krieg unter der Leitung von H. K. Ayliff 1928 in London auf die Bühne gebracht.
1928 wurde Macbeth erstmals in modernen Kostümen aufgeführt. Orson Welles verlegte 1935 die Handlung ins postkoloniale Haiti, besetzte alle Rollen mit schwarzen Schauspielern und erregte mit der seinerzeit als Voodoo-Macbeth bezeichneten Inszenierung großes Aufsehen.
Während der Zeit des Nationalsozialismus war Macbeth auf deutschen Bühnen sehr beliebt; in deutschen Nachkriegsinszenierungen wurde das Werk eher als Studie über die metaphysischen Dimensionen des zurückliegenden Gräuels inszeniert, um allzu deutliche politische Parallelen zwischen Macbeth und Adolf Hitler zu vermeiden. Englische Nachkriegsaufführungen betonten dagegen die Psychologie Macbeths, so etwa in den Inszenierungen von Glenn Byam Shaw 1955 und Trevor Nunn für die Royal Shakespeare Company 1976. Adrian Noble deutete Macbeth demgegenüber in seiner RSC-Inszenierung 1986 als Tragödie der Zerstörung einer Ehe als Folge der Kinderlosigkeit des Protagonisten und seiner Frau. Heiner Müller wiederum stellte Schottland in seiner radikalen Fassung des Macbeth nach Shakespeare 1972 als ein „Schlachthaus“ dar; die unkontrollierbare, allgegenwärtige Gewalt wurde von ihm auf eine verfehlte Gesellschaftsordnung zurückgeführt.
Im Verlauf des 20. Jahrhunderts wurde die Figur des Macbeth von so bekannten Schauspielern wie Ralph Richardson (1952), Laurence Olivier (1937 und 1955), Eric Porter (1962), Paul Scofield (1967), Sir Patrick Stewart (2010), Nicol Williamson (1947), Sir Ian McKellen (1976) in der Inszenierung von Trevor Nunn oder Peter O’Toole (1980) verkörpert. Weibliche Stars wie Judith Anderson (1937), Helen Mirren (1974), Judi Dench (1976) und Corinna Harfouch (1983 unter der Regie von Heiner Müller an der Berliner Volksbühne) spielten die Rolle der Lady Macbeth. Gert Voss und Kirsten Dene waren 1992 die Hauptdarsteller in Claus Peymanns Inszenierung am Wiener Burgtheater.
In der neueren Aufführungspraxis finden sich neben Inszenierungen, in denen eher die politischen Momente des Stücks hervorgehoben werden, gleichermaßen solche, die das Drama als „psychologisch motivierte Tragödie des Ehepaars Macbeth“ deuten. Dabei steht in einigen Produktionen Macbeth im Mittelpunkt, während andere eher Lady Macbeth in den Vordergrund rücken.

## Adaptionen

### Bühnenfassungen
In jüngeren Bearbeitungen des Werks wird dieses als Vorlage häufig genutzt, um aktuelle politische Ereignisse oder Entwicklungen zu kommentieren und zu kritisieren.
So verwendete etwa Barbara Garson 1966 drei Jahre nach der Ermordung John F. Kennedys die Grundsituationen von Shakespeares Tragödie in MacBird! für eine Adaption als satirisches Schauspiel, das im Zusammenhang des Vietnamkriegs die Entwicklung zu einem Angriff auf den amerikanischen Präsidenten und seine Gattin darstellt.
Zu den neueren Bearbeitungen des Shakespeareschen Werkes für das Theater der Gegenwart zählt ebenso Eugène Ionescos 1972 erschienenes Stück Macbett, das als Absurdes Theater ein gänzlich ordnungsloses Universum zeigt.
Der amerikanische Dramaturg Charles Marowitz präsentierte bereits ein Jahr zuvor 1971 in seiner Theatercollage A Macbeth: freely adapted from Shakespeare's tragedy den Protagonisten als hilfloses Opfer eines diabolischen Verschwörungspaktes zwischen den Hexen und Lady Macbeth.
Im Unterschied dazu lenkte Linda Mussmann 1990 in ihren multimedialen Fragmenten M.A.C.B.E.T.H. mit dem Versuch einer De- und Rekonstruktion der Figur die Aufmerksamkeit der Zuschauer auf die Perspektive der Lady Macbeth.

### Verfilmungen
Seit der ersten Filmadaption des Stückes 1908 durch den amerikanischen Regisseur James Stuart Blackton gab es im 20. Jahrhundert zahlreiche Kino- und Fernsehfassungen, oftmals als Bühnenverfilmung unterschiedlicher Aufführungen insbesondere der Royal Shakespeare Company, so die Fernsehverfilmung der berühmten RSC-Aufführung von Trevor Nunn aus dem Jahre 1979.
Als eigenständige und erwähnenswerte Filmadaptionen werden in der Shakespeare-Forschung neben der einflussreichen, expressiv inszenierten Verfilmung Macbeth – Der Königsmörder (1948) von Orson Welles vor allem die eher politischen Filminterpretationen Das Schloss im Spinnwebwald (Originaltitel Kumonosu-jō, wörtlich „Burg Spinnennetz“, englischer Titel Throne of Blood) des japanischen Regisseurs Akira Kurosawa von 1957 und das amerikanisch-britische Filmdrama Macbeth des französisch-polnischen Regisseurs Roman Polanski mit Jon Finch und Francesca Annis gesehen.
Kurosawa und Polanski zeigen beide eine Deutung des Shakespeare-Stoffes, die jeglichen Glauben an eine positive Herrschaft jenseits von Gewalt, Ungerechtigkeit oder Tyrannei desavouieren. Polanski kommt dem Shakespeareschen Originaltext näher, fügt jedoch eine Schlussszene hinzu, die Malcolms Bruder Donalbain zeigt, wie er den Ort der Hexen aufsucht, um so zu suggerieren, dass das Unheil aus den fehlgedeuteten Prophezeiungen sich fortsetzen wird. Kurosawa verwendet nicht den ursprünglichen Shakespeare-Text und verlagert die Handlung in das historische Japan, trachtet jedoch danach, die subtile Metaphorik Shakespeares aufzunehmen und visuell umzusetzen.
Als jüngere Filmadaption erschien 2015 eine opulente britische Verfilmung des Macbeth durch den australischen Regisseur Justin Kurzel mit Michael Fassbender (Macbeth) und Marion Cotillard als Lady Macbeth. Kurzel versucht den Originalstoff als Abhandlung über die menschliche Finsternis und Blutrünstigkeit zu inszenieren.

### Vertonungen

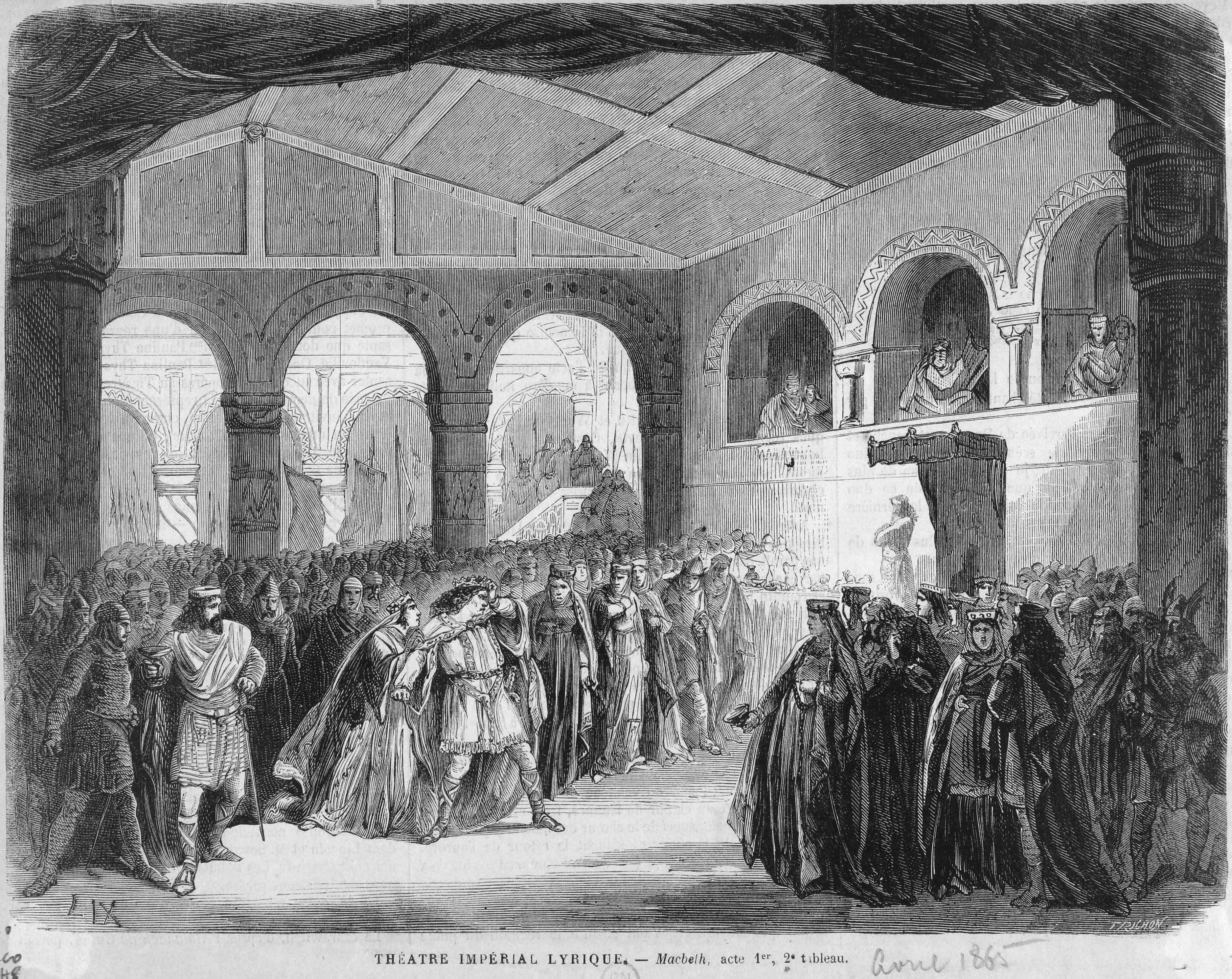
Verdi: Macbeth – Erster Akt, zweites Bild – Illustration zur Aufführung von 1865 im Théâtre-Lyrique in Paris

Die bekannteste musikalische Bearbeitung der Shakespeareschen Vorlage komponierte Giuseppe Verdi. Seine 1847 in Florenz mit einem italienischen Libretto von Francesco Maria Piave und Andrea Maffei uraufgeführte Oper Macbeth erschien 1865 in einer revidierten Fassung mit französischem Libretto in Paris. Verdis Opernfassung (1847 und 1865) stellte seine erste Shakespeare-Vertonung dar und betont vor allem die beklemmend düsteren Atmosphäre und die phantastisch-unheimlichen Momente des shakespeareschen Werkes als Gewissensdrama.
Der schweizerisch-amerikanische Komponist Ernest Bloch schuf zusammen mit dem Librettisten Edmond Fleg ein gleichnamiges lyrisches Drama, 1910 ebenfalls in Paris uraufgeführt.

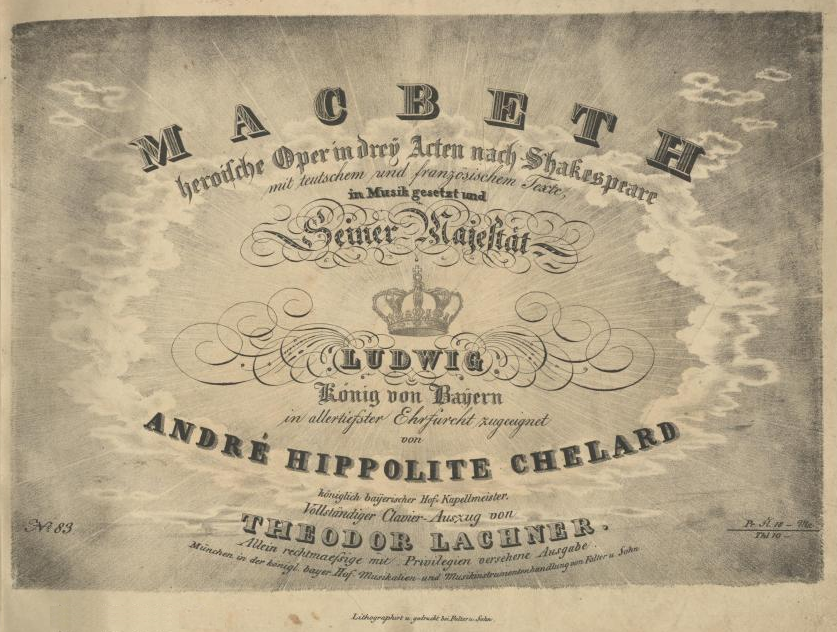
Hippolyte Chelard: Macbeth, Titelseite des Klavierauszugs, München 1828

Eine in der Handlung sehr frei an Shakespeares Macbeth anknüpfende Oper des französischen Komponisten Hippolyte Chelard in drei Aufzügen (Libretto von Claude Joseph Rouget de Lisle) wurde unter gleichem Titel im Juni 1827 an der Pariser Oper uraufgeführt. Ein Jahr später wurde im Juni 1828 eine überarbeitete vieraktige Fassung in der deutschen Übersetzung von Cäsar Max Heigel in München und im Januar 1840 in Dresden gespielt; eine ebenfalls deutschsprachige Version in fünf Akten wurde im Oktober 1860 in Weimar aufgeführt.
Richard Strauss schrieb 1886–1888 seine erste Tondichtung Macbeth (op. 23, TrV 163), die in drei unterschiedlichen Fassungen vorliegt und erstmals 1890 in Weimar sowie 1891 in der dritten überarbeiteten Fassung in Berlin aufgeführt wurde.
Der amerikanische Jazz-Musiker Duke Ellington verfasste die Jazz-Suite Such Sweet Thunder, die 1956/57 im Tonstudio aufgenommen und am 28. April 1957 in einem Konzert in der New Yorker „Town Hall“ erstmals öffentlich aufgeführt wurde.
Die auf Shakespeares Tragödie basierende Oper Macbeth von Salvatore Sciarrino wurde am 6. Juni 2002 im Schlosstheater Schwetzingen uraufgeführt und in der Kritikerumfrage der Zeitschrift Opernwelt zur „Uraufführung des Jahres“ gewählt.
Pascal Dusapins Oper Macbeth Underworld wurde am 20. September 2019 im Brüsseler Opernhaus La Monnaie/De Munt uraufgeführt.

### Roman- und Novellenfassungen
In der Novelle Die Lady Macbeth von Mzensk (1865) von Nikolai Semjonowitsch Leskow, die als Vorlage zu Schostakowitschs gleichnamiger Oper (1930–1932) diente, agiert die Titelfigur in einer sehr freien Version im Russland des 19. Jahrhunderts.
Von Jo Nesbø erschien 2018 als Teil des Hogarth Shakespeare Project ein Thriller mit dem Titel Macbeth (dt. Titel der Übersetzung aus dem Englischen: Macbeth. Blut wird mit Blut bezahlt), in dem die Handlung in die Neuzeit um 1970 und in eine namenlose Stadt in Schottland verlegt ist. Die Protagonisten entstammen hauptsächlich der örtlichen Polizei und dem kriminellen Milieu.

## Textausgaben
Englisch
- A. R. Braunmuller (Hrsg.): William Shakespeare: Macbeth. The New Cambridge Shakespeare. Cambridge University Press, überarbeitete Ausgabe 2008, Neuauflage 2010, ISBN 978-0-521-68098-1.
- Nicholas Brooke (Hrsg.): William Shakespeare: Macbeth. The Oxford Shakespeare. Oxford Worlds Classics. Oxford University Press 1990. ISBN 978-0-19-953583-5.
- Sandra Clark und Pamela Mason (Hrsg.): William Shakespeare: Macbeth. The Arden Shakespeare. Third Series. Bloomsbury Academic, 3. Auflage London 2015, ISBN 978-1-904271-41-3.

Englisch-Deutsch
- Frank Günther (Hrsg.): William Shakespeare: Macbeth. Zweisprachige Ausgabe. (Arden 1984) Deutscher Taschenbuch Verlag. 8. Auflage, München 2011, ISBN 978-3-423-12484-3.
- Werner Brönnimann; Hugo Schwaller (Hrsg.): William Shakespeare: Macbeth. Englisch-deutsche Studienausgabe. Deutsche Prosafassung und Anmerkungen von Markus Marti; Einleitung und Kommentar von Hugo Schwaller. Stauffenburg Verlag. Tübingen 2024, ISBN 978-3-95809-102-3.

## Didaktische Materialien
- Fritz W. Schulze: Shakespeare: Macbeth. Dichtung und Wirklichkeit. Ullstein, Berlin 1964.
- Wolfgang Rudorff: William Shakespeare, Macbeth: Grundlagen und Gedanken zum Verständnis des Dramas. Diesterweg, Frankfurt am Main 1977. ISBN 3-425-06385-5.
- Iris Bünsch und Michael Hanke: William Shakespeare, Macbeth. Reclam-Verlag, Stuttgart 2004. ISBN 3-15-016043-X.
- Rex Gibson (Hrsg.): Cambridge School Shakespeare: Macbeth. University Press, Cambridge 2005; im deutschen Vertrieb durch Ernst Klett Verlag. ISBN 3-12-576237-5.
- Christoph Wurm: Ein schottischer Tarquin – die römischen Wurzeln von Shakespeares Macbeth. In: Forum Classicum 3/2010, S. 227–231 (online).
- Maria-Felicitas Herforth: Textanalyse und Interpretation zu William Shakespeare Macbeth: alle erforderlichen Infos für Abitur, Matura, Klausur und Referat plus Abituraufgaben mit Lösungsansätzen. (Bd. 117), C. Bange Verlag, Hollfeld 2012, ISBN 978-3-8044-1973-5.